# Ca' Cappello

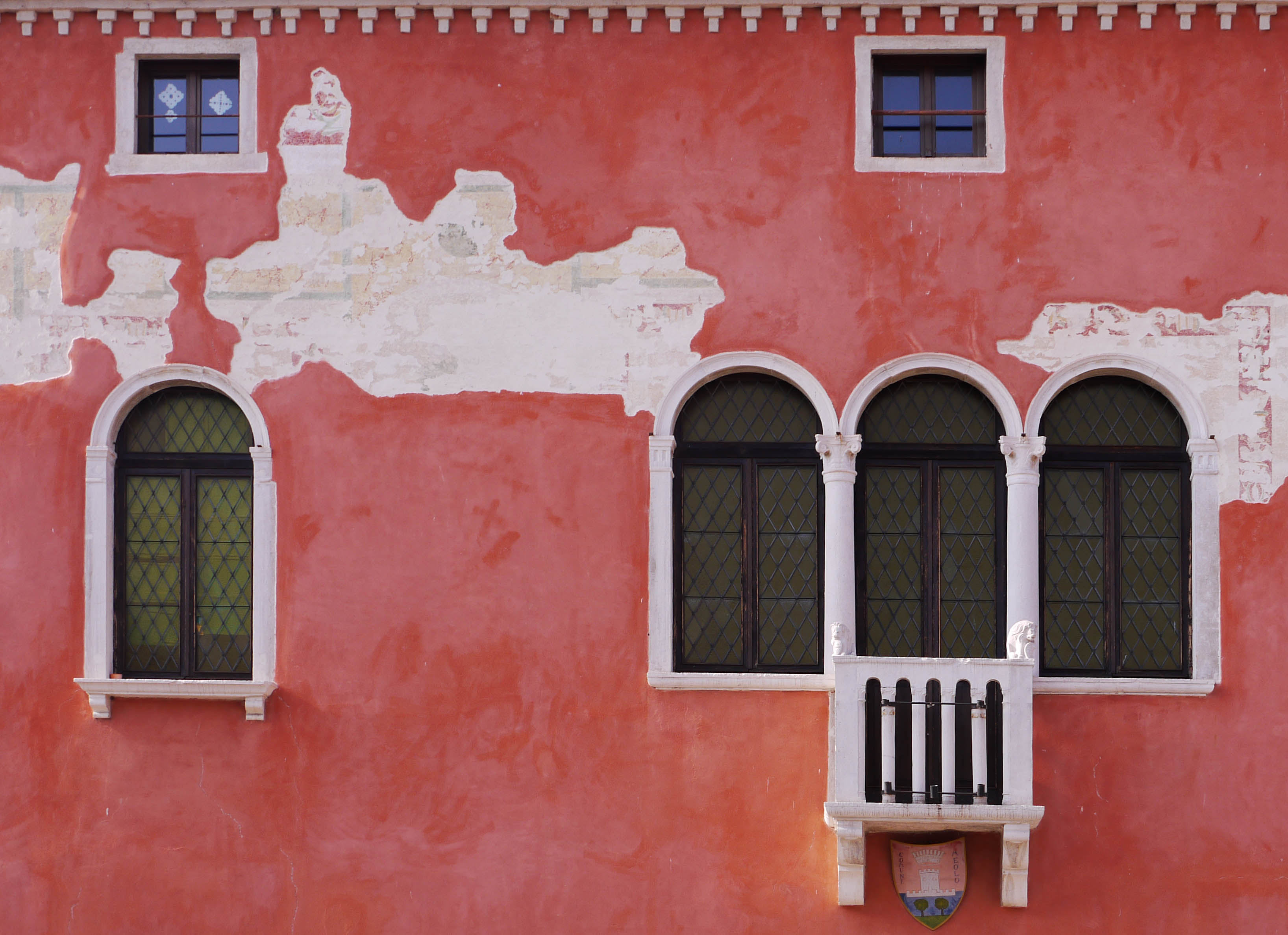
Ca' Cappello, facciata (particolare)

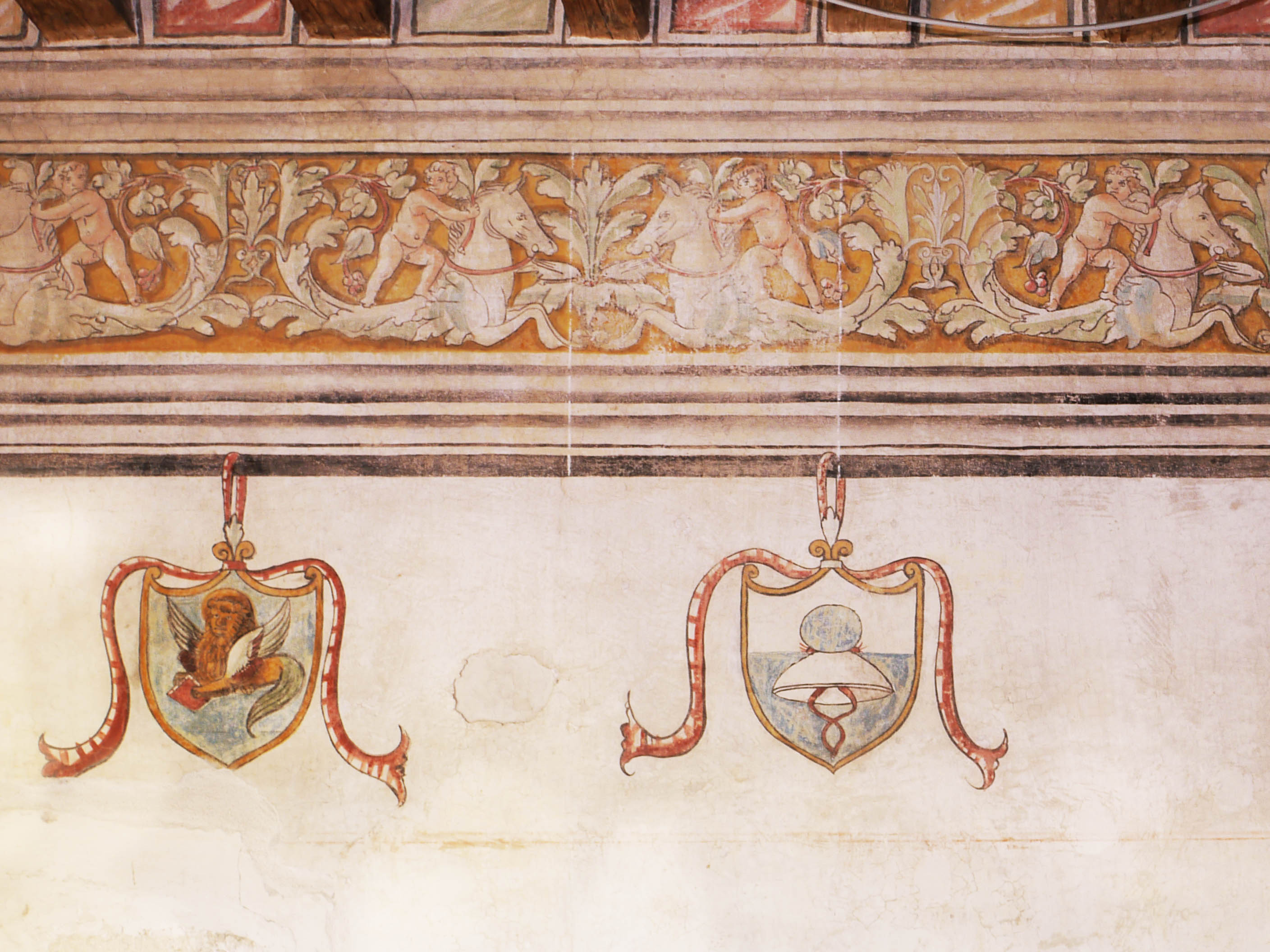
Ca' Cappello, affreschi del piano nobile (particolare)

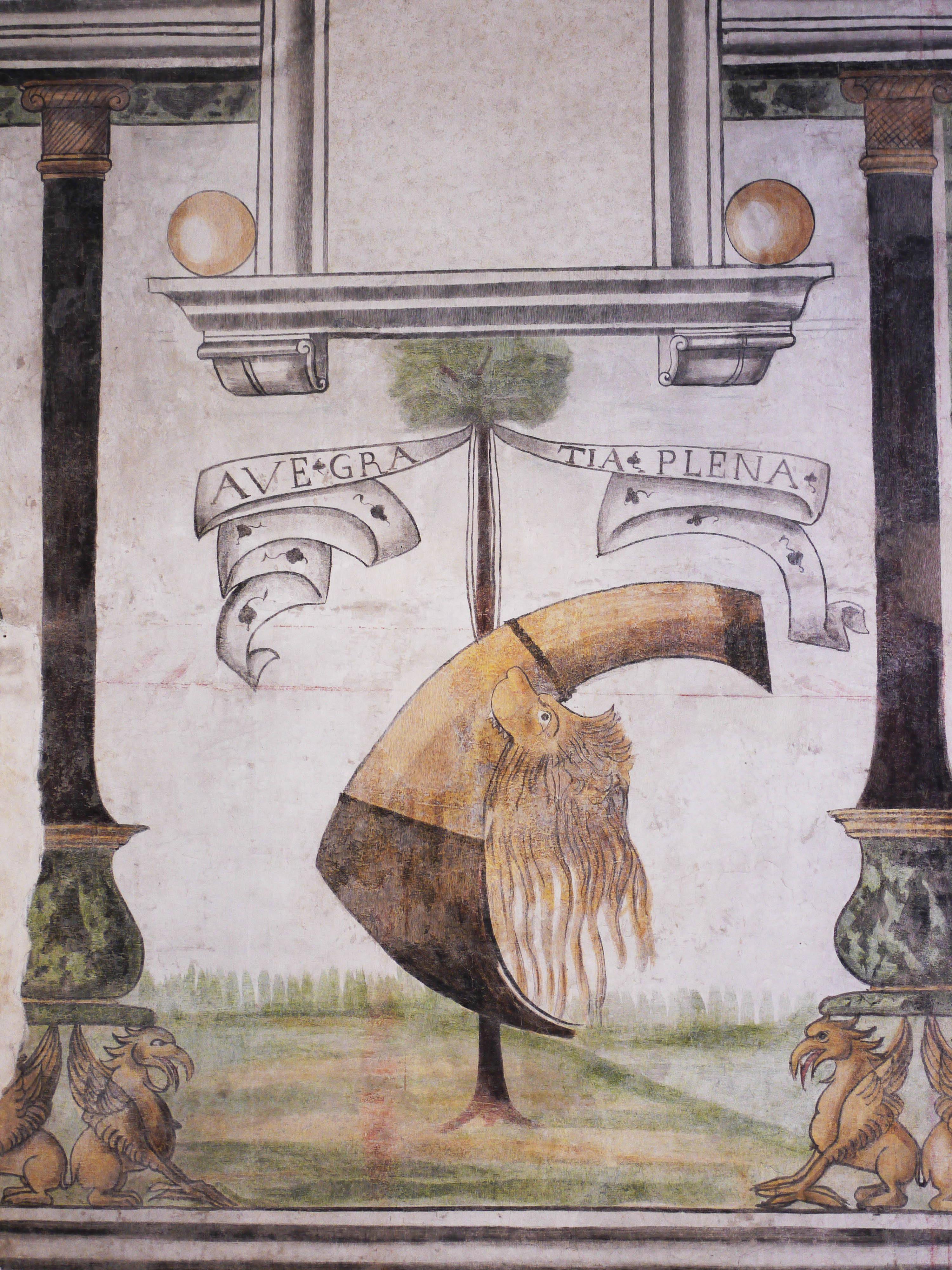
Ca' Cappello, affreschi del piano nobile (particolare)

Ca' Cappello, nota anche come Palazzo Cappello, Villa Cappello o Villa Cappello, Grimani, Manin è un edificio civile del XV secolo, Sede Municipale del Comune di Meolo.

## Storia
La villa, costruita nel XV secolo dalla nobile famiglia di mercanti e banchieri veneziani dei Cappello, precisamente dal ramo denominato Cappello Dal Banco, che all'epoca risiedeva alla Ca' Granda de San Samuel, è una straordinaria testimonianza delle prime ville venete. La villa, a capo di una vasta tenuta, era completata sulla destra dalla barchessa, di cui restano alcune porzioni (in particolare sono ancora visibili l'affresco con il leone marciano e il fregio cinquecentesco). Se oggi sorge al centro dell'abitato, Ca' Cappello si inseriva un tempo in un contesto completamente rurale e, mediante il Fiume Meolo, era facilmente raggiungibile da Venezia.
L'edificazione si deve probabilmente a Leonardo Cappello, che nel 1449 aveva sposato Agnese di Lorenzo Soranzo. Stemmi dei Soranzo compaiono infatti tra quelli affrescati nel salone del piano nobile.
Alla fine del '500 il corpo padronale della villa e buona parte della tenuta furono parte della dote di Fiorenza Cappello, sposa ad Antonio Grimani. Nel XVII secolo l'edificio entrò quindi nelle proprietà della famiglia Grimani, e nel XVIII secolo del doge Ludovico Manin. 

Durante la I guerra mondiale, nei giorni della Battaglia del Solstizio, Ca' Cappello, a pochi chilometri dal fronte, venne adibita ad ospedale militare.

Oggi è la Sede Municipale del Comune di Meolo.

## Architettura

### Esterno
In pianta e in facciata, la tipologia tripartita è quella tipica del palazzo veneziano. 

Il salone passante si affaccia sul fronte principale con una trifora in pietra d'Istria e un pregevole balcone sormontato da due leoncini reggenti lo stemma di famiglia. La facciata principale, leggermente asimmetrica, era originariamente affrescata con grandi alberi simbolici e fregi floreali, come risulta da una cartolina del 1902. 

Degli affreschi originali sono oggi visibili solo alcune tracce. 

Nel 1516 Antonio Cappello fece collocare la piccola meridiana ottagonale.

### Interno

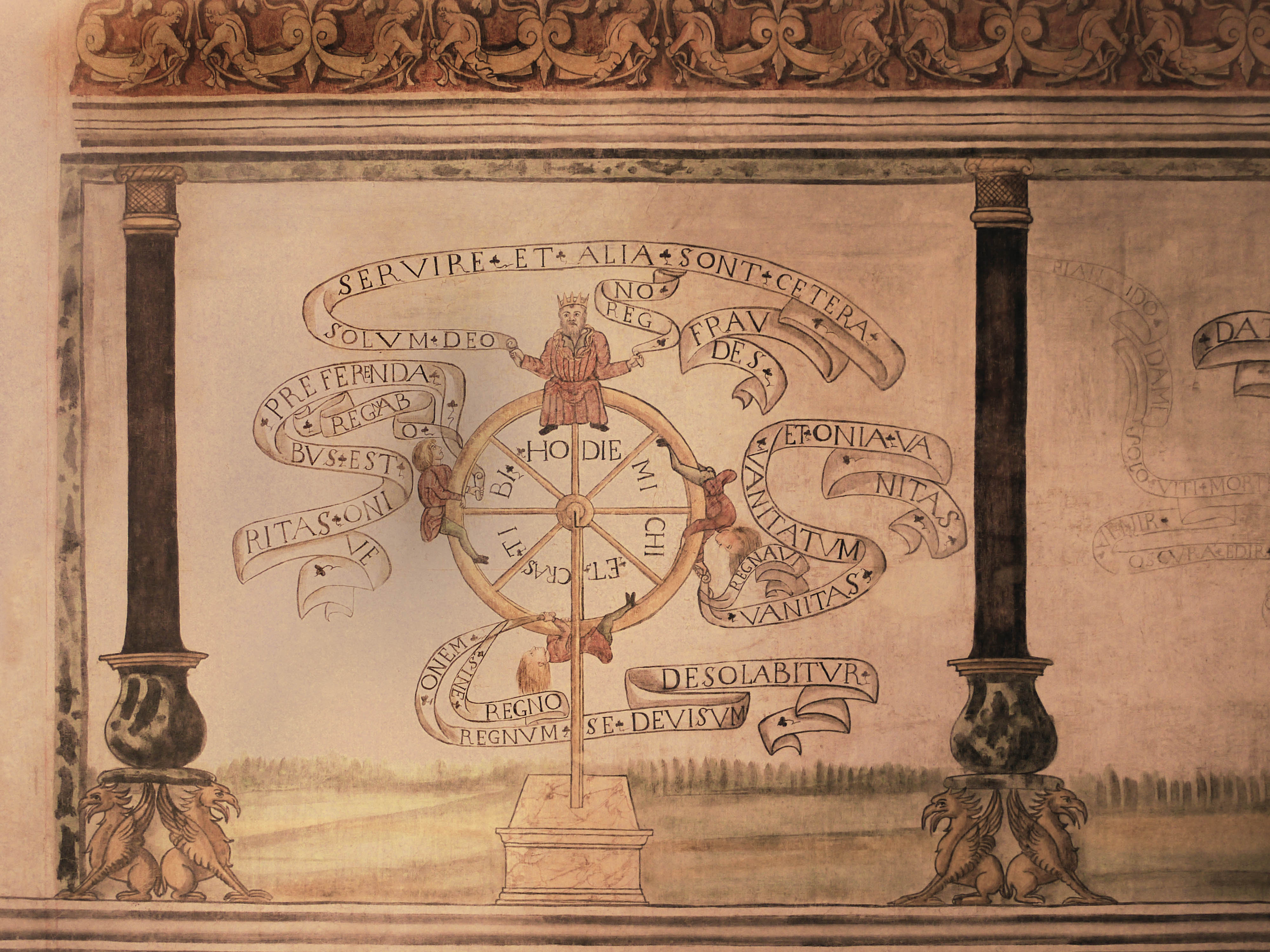
Ca' Cappello, affreschi del piano nobile (Rota Fortunae)

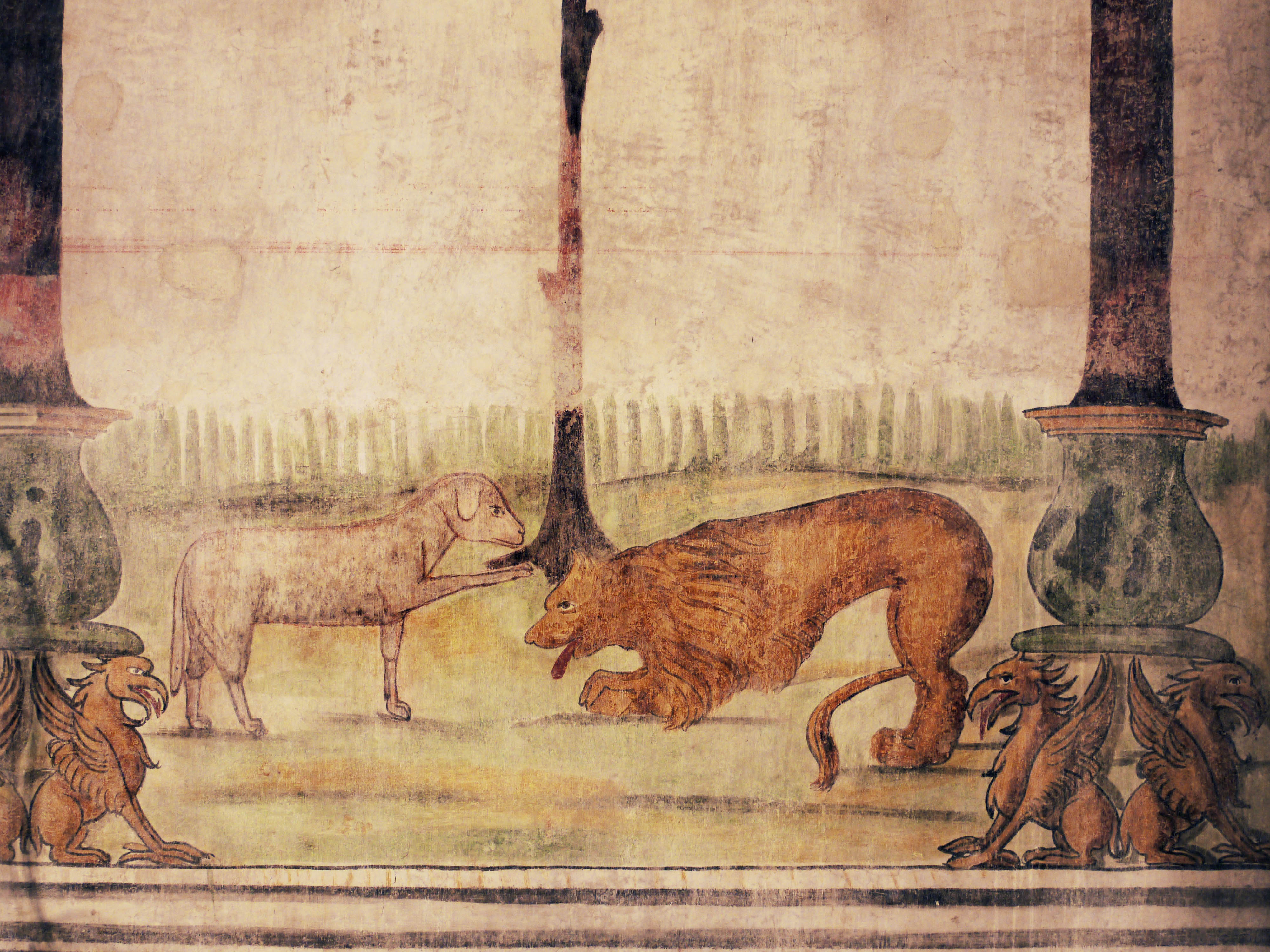
Ca' Cappello, affreschi del piano nobile (particolare)

Il salone del piano terra, affrescato con un fregio di angeli fitomorfi in abiti rinascimentali reggenti tondi di porfido verde e rosso è oggi la Sala del Consiglio Comunale. 

Nel salone sono inoltre presenti cinque nicchie inquadrate da finte architetture e sormontate da una decorazione floreale: si tratta degli originari varchi d'accesso alla scala e agli ambienti laterali. Il piano di calpestio odierno risulta infatti sopraelevato di circa 80 cm rispetto a quello quattrocentesco. 

Anche nel salone del piano primo sono ancora visibili gli originari varchi agli ambienti laterali, anch'essi sormontati da lunette affrescate, tra cui spicca quella con una Madonna col Bambino, che immette all'ambiente della scala, il quale a sua volta ospita le tracce di un affresco con San Girolamo e una Madonna col Bambino.

Il soffitto del salone è alla sansovina e dipinto con motivi floreali. Un fregio con cavalli marini, putti, colombe e tralci di vite corre sulle pareti. Sulla parete est sono state conservate alcune tracce della decorazione settecentesca a finto fresco, rimossa durante i restauri per riportare la sala all'aspetto protorinascimentale. Nel gabinetto del sindaco, su uno sfondo boschivo, cinque grandi alberi reggono cartigli latini con passi biblici e preghiere, il tutto inquadrato da colonne pseudo ioniche e grifoni stilofori. In alto corre un fregio con tritoni che legano tralci di vite. Analoghi affreschi caratterizzano la sala della ruota, con l'allegoria dell'Umiltà che vince la Superbia e la grande rota Fortunae, che rappresenta il ciclo del potere e della vita: il re, rappresentato nei quattro momenti del potere ("senza regno", "regnerò", "regno", "regnai") regge cartigli con motti sacri, alcuni dei quali rimandano all'Europa del nord: i porti di Londra e delle Fiandre erano infatti i tradizionali mercati della famiglia Cappello.

## Persone illustri legate alla villa
- Antonio Cappello, nobiluomo, mercante, banchiere, XV-XVI secolo[1]
- Bartolomeo Dionigi Da Fano, frate agostiniano. Rifugiatosi a Meolo durante la peste del 1576, in questo edificio iniziò la stesura del suo Compendio, una delle prime traduzioni italiane della Bibbia.[5]
- Silvano Cappello, nobiluomo, senatore, censore, rettore di Vicenza, XVI secolo
- Fiorenza Cappello Grimani, nobildonna. Deceduta di parto nel 1605, forse in seguito ad una violenta lite con il marito Antonio Grimani, la sua morte scatenò nell'aristocrazia veneziana un grave scandalo. Attraverso la sua corrispondenza privata è possibile ripercorrere le vicende umane e la vita in villa alla fine del ‘500.[6]
- Antonio Grimani, nobiluomo, avvocato XVI-XVII secolo[3]
- Ludovico Manin, doge